# A–Z
A–Z var ett klädmärke inom träning som grundades av Zlatan Ibrahimović och Petter Varner. Kollektionen presenterades vid ett event i Paris den 7 juni 2016. Klädmärket lades ner den 31 oktober 2018.

## Företaget
A–Z såldes och marknadsfördes av Varner Ibrahimovic AB. Bolaget grundades av Zlatan Ibrahimović och Petter Varner som leder den norska koncernen Varner. Varner ligger bakom företag som Dressmann, Carlings och Bik Bok.